# Diagramme binaire
 (février 2021).
La mise en forme du texte ne suit pas les recommandations de Wikipédia : il faut le « wikifier ».
Les points d'amélioration suivants sont les cas les plus fréquents. Le détail des points à revoir est peut-être précisé sur la page de discussion.
- Les titres sont pré-formatés par le logiciel. Ils ne sont ni en capitales, ni en gras.
- Le texte ne doit pas être écrit en capitales (les noms de famille non plus), ni en gras, ni en italique, ni en « petit »…
- Le gras n'est utilisé que pour surligner le titre de l'article dans l'introduction, une seule fois.
- L'italique est rarement utilisé : mots en langue étrangère, titres d'œuvres, noms de bateaux, etc.
- Les citations ne sont pas en italique mais en corps de texte normal. Elles sont entourées par des guillemets français : « et ».
- Les listes à puces sont à éviter, des paragraphes rédigés étant largement préférés. Les tableaux sont à réserver à la présentation de données structurées (résultats, etc.).
- Les appels de note de bas de page (petits chiffres en exposant, introduits par l'outil «  Source ») sont à placer entre la fin de phrase et le point final[comme ça].
- Les liens internes (vers d'autres articles de Wikipédia) sont à choisir avec parcimonie. Créez des liens vers des articles approfondissant le sujet. Les termes génériques sans rapport avec le sujet sont à éviter, ainsi que les répétitions de liens vers un même terme.
- Les liens externes sont à placer uniquement dans une section « Liens externes », à la fin de l'article. Ces liens sont à choisir avec parcimonie suivant les règles définies. Si un lien sert de source à l'article, son insertion dans le texte est à faire par les notes de bas de page.
- La présentation des références doit suivre les conventions bibliographiques. Il est recommandé d'utiliser les modèles {{Ouvrage}}, {{Chapitre}}, {{Article}}, {{Lien web}} et/ou {{Bibliographie}}. Le mode d'édition visuel peut mettre en forme automatiquement les références.
- Insérer une infobox (cadre d'informations à droite) n'est pas obligatoire pour parachever la mise en page.

Pour une aide détaillée, merci de consulter Aide:Wikification.
Si vous pensez que ces points ont été résolus, vous pouvez retirer ce bandeau et améliorer la mise en forme d'un autre article.

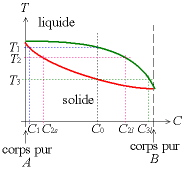
Diagramme binaire de deux corps purs

Un diagramme binaire est un diagramme de phase reflétant les propriétés d'équilibre d'un mélange binaire de deux corps A et B. On porte en abscisses la fraction molaire x(A) de A et en ordonnées la température en kelvins (diagrammes isobares).
On suppose que les constituants A et B ne réagissent pas chimiquement, sont totalement miscibles à l'état liquide et forment une ou plusieurs phases à l'état solide. 

## Diagrammes binaires isobares
On appelle diagramme isobare un diagramme binaire dans lequel la pression est constante. 

### Description et notations

Miscibilité totale à l'état solide

On prend l'exemple d'un mélange avec des composants dont les phases solides sont parfaitement miscibles pour illustrer notre propos. 
La grandeur en ordonnée est la température thermodynamique. La grandeur portée en abscisse est la fraction molaire x(B) qui s'écrit alors {\displaystyle x(B)=n(B)/(n(B)+n(A))}. Plus on se déplace vers la droite, plus le mélange s'approche de B pur (x(A) = 0), plus on se déplace vers la gauche, plus on s'approche de A pur (x(B) = 0). 
Il est important de noter la possibilité de travailler avec des fractions massiques. 
Le diagramme est divisé en trois domaines : une phase liquide, une phase solide, et une phase où les deux états se mêlent. Le solidus marque l'apparition de la première goutte de liquide après augmentation de la température. Le liquidus marque l'apparition du premier cristal de solide après refroidissement. 

### Système diphasé
On prend un point M qui représente un mélange où les phases liquide et solide coexistent. Projeter M sur l'axe des abscisses nous donne la fraction molaire de B au point M. On imagine ensuite une droite parallèle à celle des abscisses passant par M, croisant le solidus au point S et le liquidus au point L. Leurs projetés respectifs donnent la fraction molaire de B en phase solide et liquide.
On expose alors le théorème des moments : 
Pour un système diphasé soit {\displaystyle n^{l}} la quantité de matière de la phase liquide et {\displaystyle n^{s}}la quantité de matière de la phase solide, alors 
{\displaystyle n^{l}.ML=n^{s}.MS}

## Analyse thermique
On construit les diagrammes binaires en étudiant le refroidissement de tels systèmes : on les chauffe pour qu'ils passent entièrement sous phase liquide puis on observe l'évolution de leur température. 
Si le corps est pur on observera un palier de température. Cependant si le corps est un alliage on n'observera pas de palier, mais des ruptures dans la courbe au début puis à la fin de la solidification. 

## Diagrammes plus complexes: les azéotropes

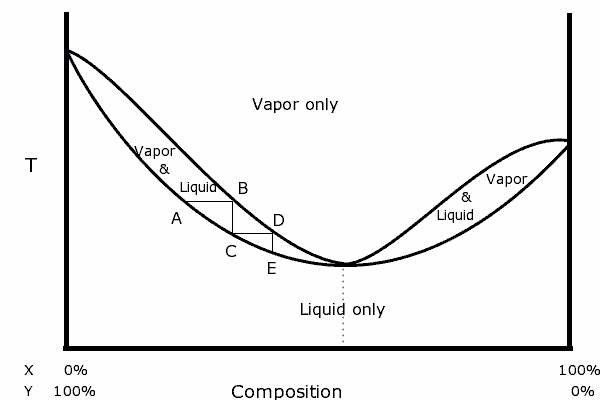
Azéotrope positif

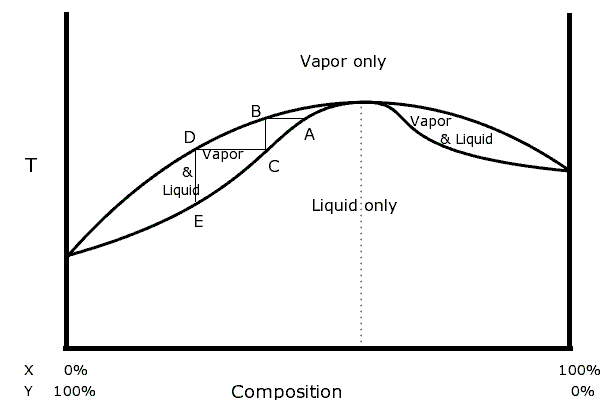
Azéotrope négatif

Un azéotrope est un mélange liquide-vapeur tel que le liquide et la vapeur aient la même composition. Lorsque l'on fait évaporer ce mélange particulier, il garde la même composition ce qui rend les techniques de distillation simples inefficaces. 
Les azéotropes positifs sont particulièrement utilisés parce que très utiles : le mélange formé par les deux corps purs a une température de vaporisation inférieure à celle des deux corps. 
Il est intéressant de noter que de part et d'autre de l'azéotrope les volatilités des divers composants sont inversées. Ainsi dans le mélange propanol-eau avec 10% de masse molaire de propanol, c'est le propanol qui est le plus volatil, et dans un mélange à 90% de propanol, c'est l'eau qui est la plus volatile.